# Ottsjön, Ångermanland
Ottsjön är en sjö i Sollefteå kommun i Ångermanland och ingår i Ångermanälvens huvudavrinningsområde. Sjön har en area på 2,72 kvadratkilometer och ligger 229 meter över havet. Sjön avvattnas av vattendraget Vigdan (Ottjärnån). Vid provfiske har abborre, gers, gädda och mört fångats i sjön.

## Delavrinningsområde
Ottsjön ingår i det delavrinningsområde (704721-156139) som SMHI kallar för Utloppet av Ottsjön. Medelhöjden är 256 meter över havet och ytan är 24,13 kvadratkilometer. Det finns inga avrinningsområden uppströms utan avrinningsområdet är högsta punkten. Vigdan (Ottjärnån) som avvattnar avrinningsområdet har biflödesordning 2, vilket innebär att vattnet flödar genom totalt 2 vattendrag innan det når havet efter 103 kilometer. Avrinningsområdet består mestadels av skog (68 procent) och sankmarker (13 procent). Avrinningsområdet har 2,79 kvadratkilometer vattenytor vilket ger det en sjöprocent på 11,5 procent.